# Chandon
Chandon é uma comuna francesa na região administrativa de Auvérnia-Ródano-Alpes, no departamento de Loire. Estende-se por uma área de 12,38 km². Em 2010 a comuna tinha 1 506 habitantes (densidade: 121,6 hab./km²).